# Karol Litawor Chreptowicz
Karol Litawor Chreptowicz herbu Odrowąż (zm. w 1801/1802 roku) – chorąży nadworny litewski w latach 1781–1786, strażnik polny litewski w 1759 roku, pisarz ziemski grodzieński w latach 1746–1781, starosta grodzieński w latach 1786–1795, komisarz Komisji Porządkowej Cywilno-Wojskowej województwa trockiego powiatu grodzieńskiego w 1790 roku.
Syn Jakuba i Teodory z Tymińskich

## Urzędy i funkcje
Za młodu służył w wojsku pruskim (1740), a następnie jako chorąży w gwardii litewskiej. W 1743 Karol Chreptowicz był deputatem z powiatu grodzieńskiego na Trybunał, gdzie podpisał się jako miecznikowicz. W 1744 był nazwany chorążym gwardii JKM litewskiej i dyrektorem sejmiku antekomicialnego. W 1746 Karol występował jako generał adiutant Michała Józefa Massalskiego, kasztelana wileńskiego, hetmana polnego WKL. Początkowo, jak stwierdzał Władysław Konopczyński, gdy familia Czartoryskich była na Litwie górą, Karol Chreptowicz trzymał się protekcji Jerzego Flemminga, gardłował za nim na sejmach i przez kilkanaście lat gospodarował w jego dobrach. W 1750 Karol Chreptowicz był ponownie wybrany deputatem trybunalskim z Grodzieńszczyzny, gdzie występował jako pisarz ziemski. W latach 1748–1752 był wiceekonomem grodzieńskim. W 1759 osiągnął strażnikostwo polne litewskie. Dwa lata później jego kandydatura nie przeszła w wyborach do Trybunału. Poseł na sejm nadzwyczajny  1761 roku z powiatu grodzieńskiego. Został posłem na sejm 1762. W czasie bezkrólewia (1763–1764) schronił się do Królewca przed szykanami Czartoryskich. W 1767 został obrany marszałkiem konfederacji grodzieńskiej co sprawiło, że został posłem na zawiązany pod węzłem konfederacji radomskiej Sejm Repninowski z województwa trockiego.
Karol był przeciwnikiem równouprawnienia dysydentów. W załączniku do depeszy z 2 października 1767 roku do prezydenta Kolegium Spraw Zagranicznych Imperium Rosyjskiego Nikity Panina, poseł rosyjski Nikołaj Repnin określił go jako posła wątpliwego dla realizacji rosyjskich planów na sejmie 1767 roku, poseł powiatu grodzieńskiego na sejm 1767 roku. Kiedy Repnin uwięził i wywiózł głównych opozycjonistów sprawy dysydenckiej: biskupa krakowskiego Kajetana Sołtyka, biskupa kijowskiego Józefa Andrzeja Załuskiego oraz hetmana Wacława Rzewuskiego z synem Sewerynem, Karol Chreptowicz protestując przeciw temu napisał i aktykował swój manifest: Wolność nad fortuny i życie poświęcający, a wiarę [świętą] katolicką nad wolność i wszelakie względy doczesne wiernych Kościołowi Chrystusowemu i Ojczyźnie Patriotów obyczajem przekładający, na podpisie ręki własnej niżej wyrażony z prowincji WKL, z prześwietnego powiatu grodzieńskiego obrany na sejm ekstraordynaryjny za uniwersałami JKM r. 1767 (...) w mieście stołecznym Warszawie poseł. Oprócz tego przyjął do akt grodzieńskich manifest Sołtyka, co doprowadziło do tego, że musiał uciekać za granicę. Zawiózł papieżowi skargi Polaków. W kwietniu 1768 bawił w Wiedniu, a w sierpniu tego roku był już w Mołdawii w Nielipowcach, wśród konfederatów barskich.
W 1769 powrócił na stanowisko marszałka konfederacji grodzieńskiej. Jako członek Generalności przebywał w Preszowie, skąd chciał w 1771 powrócić na Litwę.
Po upadku konfederacji barskiej w 1772 towarzyszył Karolowi Radziwiłłowi na tułaczce w Mannheim. Z dnia 23 sierpnia 1773 pochodził list Chreptowicza do nieznanego adresata, pisany z Baden, gdzie się znajdują nasi generalni marszałkowie i koledzy. Konfederaci barscy starali się o pomoc finansową Francji, która obiecać miała 2400 czerwonych zł na rok. Jeszcze z zagranicy, 19 lutego 1774, przebywając w Wenecji, Karol Chreptowicz pisał do Józefa Aleksandra Jabłonowskiego, wojewody nowogródzkiego, sympatyka i wspomożyciela konfederatów. Jabłonowski był w przyjaznych stosunkach z ministrem francuskim Étienne'em F. Choiseulem, więc Chreptowicz donosił: z Paryża mamy wiadomość nieomylną, iż książę Choiseul przywrócony jest do łaski królewskiej i należy do Rady Wojennej. Opowiadając o swoich nadziejach Karol Chreptowicz pisał: Francja na wielką gotowi się wojnę, minister moskiewski w Wiedniu rezydujący żebrze pokoju. Na obczyźnie, głównie w Wenecji, przebywał do 1774.
W 1781 został chorążym nadwornym litewskim. Posiadał też wysokie odznaczenia. W 1782 występował jako kawaler orderów św. Stanisława oraz Złotej Ostrogi. W 1786 Karol otrzymał starostwo grodzieńskie. Chreptowicz popierał insurekcję kościuszkowską, ponieważ w 1794 na pilną potrzebę powiatu zapisał 500 czerwonych zł.

## Dobra
Trudno powiedzieć, jakie majątki odziedziczył Karol po ojcu. W 1752 dostała się mu połowa spadku należąca jego bratu. Józef Chreptowicz w specjalnym dokumencie pisał: co post fata św. pamięci jw. jmp. Jakuba Chreptowicza, stolnika powiatu grodzieńskiego i żyjącej jejmp. Teodory z Tymińskich Chreptowiczowej (...) rodzicach naszych, po wyposażeniu sióstr naszych swoją część zdecydował się oddać do równego podziału braciom: Karolowi i Tomaszowi. Żona wniosła Karolowi dobra Ponedel i Wysoki Dwór.
W 1751 Zofia z Chreptowiczów Sawaniewska zapisała Karolowi dobra Kurzeniec w powiecie oszmiańskim. W dokumencie stwierdzała, że mając wzgląd na jego przyjaźń oddawała mu po swej śmierci Kurzeniec i przekazywała wszystkie dokumenty należące do tych dóbr. Wcześniej fundowała siedmiu księży komunistów przy plebanii i altarii wiszniewskiej, aby modlili się za dusze jej i sukcesorów, na co zapisała księżom sumę 40 000 zł na majętności Kurzeńcu. Fundacja ta miała pozostać nienaruszona. Zapisała też na wydatki pogrzebowe po sobie na tej majętności 20 000 zł. Resztę po jej śmierci ze wszystkim, przekazywała Karolowi: dwór z miastem, z folwarkami i wsiami, ze wszystkimi mieszczanami i poddanymi, arendami, czynszami daninami i powinnościami.
Karol przejął po ojcu dzierżawę wsi królewskich. Z 1752 pochodził list Augusta III do Karola i jego żony Anny Chreptowiczów w sprawie nieprawnego, po śmierci Jakuba Chreptowicza – ojca Karola, władania gruntami wsi Nowosiółki (klucz kamieński) i Jurowlany (klucz kryński). Jednak jeszcze w tym samym roku Chreptowicz uzyskał przywilej królewski opiewający: Iż mając wzgląd na zasługi urodzonego Karola Litawora Chreptowicza, pisarza ziemskiego grodzieńskiego, ekonomii naszej grodzieńskiej wiceadministratora, a do dalszych go zachęcając umyśliliśmy jemu i małżonce jego Annie z Chreptowiczów Litaworowej Chreptowiczowej włók 26 we wsi Nowosiółkach kluczu kamieńskim, ekonomii naszej grodzieńskiej leżące, post fata urodzonego Jakuba Litawora Chreptowicza, stolnika grodzieńskiego wakujące. Także włók 17 Ostrówek nazwanych z dwoma włókami pod wsią Jurowlanami w kluczu kryńskim tejże grodzieńskiej ekonomii leżącemi post fata Kazimierza i Konstancji z Nieroszyńskich Kotowiczach wakującemi dać i konferować. Nowosiółek dotyczył list Karola do Alexandrowicza, chorążego powiatu lidzkiego, pisany w 1766, którym Chreptowicz usprawiedliwiał się, że nie może przybyć na wyznaczoną eksdywizję. Jako powód podawał, że mając folwark Nowosiółki w ekonomii grodzieńskiej za przywilejami najjaśniejszych przodków JKM, a będąc zapozwany czekam co godzina na promulgacyi dekretu, z którego wiem, że będę odsądzony od tej królewszczyzny, ale nie wiem dnia ani godziny kiedy ustąpić każą, jeżeli wraz po przeczytaniu dekretu, tedy obawiam się abym wespół z folwarkiem i krescencji z potu czoła wyharowanej nie utracił, a jeżeli przytomnością moją salwować będę krescencję, tedy trudne będzie onej wyprowadzenie, ile gdy chłopom do tego folwarku należącym pańszczyzny, podwód, i posłuszeństwa pełnić zakazano toć uwierz wielm. jmp. dobrodziej z jakim kosztem i staraniem przyjdzie mi rumować się, gdy idzie mi o ostatnią substancję więcej niźli o gardło, bo bez chleba nic i po życiu i z tych przyczyn przez żaden sposób nie mogę na eksdywizją, na których moich przyczynach gdy będę turbowanym, gotów jestem przysięgę wykonać w Trybunale WKL, który jest celem doskonalstwa świętej sprawiedliwości.
Majątek swój budował ten Chreptowicz głównie dzierżawiąc dobra królewskie i prywatne. Dużo zarobił gospodarując u Jerzego Flemminga. Z jego zalecenia dostał Karol dzierżawy królewskie w województwie trockim. W 1751 po śmierci Barnaby Krzywkowskiego otrzymał Jurgiszki i Żurany w województwie trockim. Dostał też Buchcienniki (Bokcienniki?) w tymże województwie, zostające w dyspozycji Flemminga po śmierci Hieronima Gieysztora, Buchcienniki dostał Chreptowicz w zamian za ustąpienie innemu przyjacielowi Flemminga dzierżawy Krużańce w powiecie kowieńskim.
Od Radziwiłłów dzierżawił Chreptowicz dobra Głębokie, jak świadczyło wiele spraw dotyczących tego majątku. W 1784 jenerał JKM zeznawał swym kwitem relacyjnym, że kopię pozwu w sprawie Józefa Chmielewskiego, mostowniczego powiatu oszmiańskiego oraz Rocha Krzymowskiego, cześnika ziemi drohickiej z Karolem Chreptowiczem i jego ekonomem podał w majętności Porpliszczach w powiecie oszmiańskim. W sprawie tej chodziło o kradzież, gdyż urzędnik zeznał, że pracowitego Charasima Plukowka z całym majątkiem zabranym przez onego w sumie 2000 kop gr. litewskich do rozprawy prawnej przyaresztowałem, takoż Janka Onaszkiewicza w sumie 2000 kop gr. Porpliszcze przynależały do radziwiłłowskich dóbr Głębokie. Głębokie w tym czasie było własnością Karola, wojewody wileńskiego i Hieronima, podkomorzego wielkiego WKL Radziwiłłów. Sprawa z Chmielewskim i Krzymowskim trwała kilka lat. W 1785 do sądu pozywał Chreptowicz, a kwestią sporu byli poddani głęboccy, niesłusznie i wbrew ich woli przetrzymywani u pozwanych w majętności Szantyrowszczyzna ze swoim majątkiem. W 1787 urzędnik (woźny) powiatu oszmiańskiego zeznał, że zawiózł kopie obwieszczenia do egzempcji okupna majętności Głębokiego w powiecie oszmiańskim i podał Karolowi Chreptowiczowi, zawiadamiając go o terminie egzempcji. W 1788 dalej toczył się proces Karola o poddanych głębockich z Chmielewskimi i Krzymowskim. W tym czasie Józef Chmielewski, mostowniczy oszmiański już nie żył, gdyż w jego imieniu występowała żona wraz z dziećmi. Urzędnik bowiem zeznał, że kopie pozwu doręczył jejmp. Franciszce z Kosińskich matce, Ignacemu synowi Chmielewskim, z dokładem opiekunów jw. Józefa Niesiołowskiego, wojewody nowogródzkiego i jw. Jana Chmielewskiego, skarbnika oszmiańskiego.
Miał też Chreptowicz, jako dzierżawca, sprawy o Głębokie z innymi licznymi stronami: w 1785 Leonem Kisielem, skarbnikiem latyczowskim, ze Skarżyńskimi w tymże roku: z instancji Michała w zupełnych latach, Stanisława małoletniego braci, tudzież Barbary i Teresy sióstr. Skarżyńscy kierowali pozwy już wcześniej, ale pozwani nie stawali przed sąd. Sprawa ze Skarżyńskimi trwała jeszcze w 1790. W 1789 Robert, cześnik WKL i Anna z Platerów Brzostowscy pozywali Chreptowicza. Chodziło o uregulowanie należności rabinowi Jankielowi. W tym roku został pozwany Karol Chreptowicz wraz z Barbarą Bojkowską, cześnikową oszmiańską z instancji Michała hr. Przezdzieckiego w asystencji jw. opiekunów Joachima Chreptowicza, podkanclerzego WKL i dalszych przed sąd Trybunału Głównego WKL. W 1791 był pozywany też Karol Litawor Chreptowicz jako posesor zastawny Głębokiego oraz Józef Borzęcki, regent grodzki grodzieński tymi dobrami zarządzający, także obywatele starozakonni Głębokiego. Aktorami w tej sprawie byli Józef Ciechanowiecki, generał wojsk WKL, kawaler orderu św. Stanisława, który otrzymał pozew w majętności swej Jeziorcach w powiecie połockim i Jan Łopaciński, kawaler orderów polskich i jego poddani. W 1792 urzędnik zeznał akt obwieszczenia o mającej się odbyć egzempcji, które dostarczył posesorom dóbr Głębokie nazwanych z attynencjami folwarków jednego Szerobai, drugiego Porpliszcze, którymi byli w tym czasie Radziwiłłowie – Maciej, kasztelan wileński, jako opiekun i Dominik, podkomorzyc WKL. Jedną kopię otrzymał też Karol Chreptowicz. Rok później urzędnik zeznał, że w grudniu 1793 podał Karolowi Chreptowiczowi akt obwieszczenia do egzempcji od Michała Radziwiłła, wojewody wileńskiego opiekuna małoletniego księcia Dominika Radziwiłła, podkomorzyca WKL. Karol Chreptowicz trzymał Głębokie jeszcze w listopadzie 1794, kiedy został pozwany przed sąd przez Ignacego Rydzewskiego, podczaszego lubelskiego. Sporo dochodów musiało też dostarczać Karolowi starostwo grodzieńskie.
Karol Chreptowicz przed samą śmiercią, testamentem z 1801 przekazał bonifratrom grodzieńskim 10 000 zł. W rosyjskiej korespondencji nosił epitet biezrazsudnyj Poliak, co oznacza gorliwego katolika i patriotę .

## Koligacje
Żoną Karola była Anna Chreptowiczówna córka Marcjana Chreptowicza, starosty werbelskiego, z którą ożenił się w 1751. Żonę porzucił około 1768, chociaż od samego początku małżeństwo to do udanych nie należało. Anna poszła za Karola ponoć z musu i nie chciała z nim mieszkać. Nie pozostawił więc Karol żadnego legalnego potomstwa.

## Literatura dodatkowa
- Władysław Konopczyński: Chreptowicz Karol Litawor. W: Polski Słownik Biograficzny. T. 3: Brożek Jan – Chwalczewski Franciszek. Kraków: Polska Akademia Umiejętności – Skład Główny w Księgarniach Gebethnera i Wolffa, 1937, s. 443–444. Reprint: Zakład Narodowy im. Ossolińskich, Kraków 1989, ISBN 83-04-03291-0